# ستيفن ماير
ستيفن سي. ماير (بالإنجليزية: Stephen C. Meyer)‏ (من مواليد 1958) هو عالم أمريكي وأستاذ جامعي ومؤلف. وهو من دعاة اعتبار التصميم الذكي. ساعد على إنشاء مركز العلم والثقافة التابع لمعهد دسكفري (دي آي)، وهو المنظمة الرئيسية الداعمة لحركة التصميم الذكي. قبل التحاقه بمعهد دسكفري، كان ماير أستاذًا في كلية وايت وورث. وهو الآن أحد الباحثين الرئيسيين في معهد دسكفري ومدير مركز العلم والثقافة (سي إس سي).

## أعماله

### علم «الخلق»
أثناء دراسته بالجامعة كان ماير «متقبلًا لسردية التطور التقليدية إلى حد كبير، رغم أنني وضعت القليل من الإلتفاف الإيماني عليها – وهو أن (التطور) هو كيفية عمل الإله»، ولكن أثناء عمله مع إيه آر سي أو في دالاس، تأثر بمؤتمر: «أتذكرني منبهرًا على الأخص بالنقاش حول أصل الإنسان في هذا المؤتمر. أثّرت فيّ رؤية هؤلاء العلماء الذين قبلوا دائمًا السردية التقليدية يدافعون الآن عن معتقد إيماني، ليس بناءً على ما يجعلهم يشعرون بالرضا أو ما يمدهم ببعض الاقتناع غير الموضوعيّ، ولكن لأن الدليل العلمي يشير إلى نشاط ذهني يتجاوز الطبيعة. لقد شُدهت بهذا حقًا». نظم تشارلز تاكستون المؤتمر الذي عُقد في دالاس في 9-10 فبراير 1985، وشارك فيه أنطوني فلو، ودينيسي إتش كينيون الذيّن تحدثا عن «ما وراء العقلية الطبيعية: أصل دراسات الحياة».
أصبح ماير جزءًا من دائرة تاكستون، وانضم إلى الجدال بمقالين نُشرا في مارس 1986: في أحدهما، ناقش كتاب  لغز أصل الحياة الذي كان تاكستون قد شارك في كتابته مؤخرًا، معلقًا أن الكتاب «أحسن صنعًا بإعلانه أننا «لسنا وحدنا». الآن الوحي فقط هو من يمكنه تعيين من هو معنا». ناقش المقال الآخر أحكام المحكمة المحلية في قضايا ماكلين ضد أركنساس من عام 1981، وأجيورالد ضد ترين من عام 1985، بأن تدريس علم الخلق في المدارس العامة غير دستوري لأن النظرية الخلقية نشأت من الاعتقاد الديني، واعتمادها على «معتقدات الإيمان» يعني كونها غير علمية. جادل ماير بأن الطريقة العلمية الحديثة تعتمد بنفس الطريقة على «الافتراضات التأسيسية» القائمة على الإيمان بالطبيعانية، والتي «افترضت أن كل الأحداث هي حصرًا نتيجة لأسباب فيزيائية أو طبيعية»، لذلك وبناءً على التعريف المستخدم في قضايا المحكمة «فإن العلم نفسه لا يملك ما يؤهله ليكون علمًا شرعيًا». واقترح أن بإمكان «العلماء والفلاسفة» اللجوء إلى الدفاعيات الافتراضية الإنجيلية المسبقة لتفسير «المصدر الأوليّ للعقل البشري، ووجود كون حقيقي ومرتب على أساس موحد، والقدرة الحاضرة في العقل البشري المبتكر والمنظم لمعرفة ذلك الكون. يحدد كل من العهدين القديم والجديد هذه العلاقات بحيث تكون القاعدة المفترضة مسبقًا والضرورية للعلم الحديث ليست قابلة للتفسير فحسب، بل ذات مغزى أيضًا». أصبحت حجة ماير حول الافتراضات المعرفية المسبقة والاتهام الذي مفاده أن التطور قائم على افتراض الطبيعانية، مركزيةً في حركة التصميم.
التقى في جامعة كامبريدج بإنجلترا بطالب اللاهوت مارك لابرتون. وفي خريف عام 1987، قدم لابرتون ماير لفيليب إي جونسون الذي كان في ساباتيكال (إجازة تفرغ) في كلية لندن الجامعية، والذي بعدما أصبح «مهووسًا بالتطور»، بدأ كتابة كتاب حول ما اعتبره مشاكله. يقول ماير «تجولنا في كامبريدج نركل الحصى الحُبيبي ونتحدث في جميع الموضوعات».
أكد مقال تشارك في كتابته ماير مع تاكسون ونُشِر في 27 ديسمبر 1987 على أنه «تأتي حقوق الإنسان من الخالق الذي صنع الإنسان ذا كرامة، وليس من الدولة». وعارضا بين هذا والأفكار«المادية والعلمية البحته» التي ساوت الإنسان بالحيوانات، وأعادا ذكر افتراضهما الأساسي وهو «أنه يمكن للإنسان أن يستمر في ادعاءه الكرامة المتأصلة أو المميزة فقط إذا كان في الحقيقة نتاجًا لأهداف إلهية خاصة». ظهرت المصطلحات والمفاهيم لاحقًا في استراتيجية إسفين والواقعية الإلهية.

## مؤلفاته
- شك داروين
- التوقيع داخل الخلية